# Gluren bij de Buren
Gluren bij de Buren is een jaarlijks terugkerend cultureel evenement in Nederland dat de huiskamer van bewoners als decor gebruikt voor optredens van lokale amateurkunstenaars. De eerste editie vond in 2008 plaats in Amersfoort. In 2012 breidde het concept zich uit naar Nieuwegein. Sindsdien groeit elk jaar het aantal deelnemende plaatsen; in 2024 vindt het evenement plaats in 24 verschillende gemeenten. In Amersfoort is in 2012 het evenement uitgebreid met Struinen in de tuinen.
De deelnemende bewoners stellen hun huiskamer beschikbaar als intiem podium voor lokale podiumkunstenaars. Zij treden driemaal een halfuur op. De toegang is gratis.

## Buiteneditie
In 2021 is de huiskamereditie eenmalig van februari verplaatst naar een tuineditie in september. Het werd vanwege het coronavirus samengevoegd met Struinen in de Tuinen. De 2021-editie is hierdoor de grootste editie tot heden geweest in 33 steden tegelijk.